# モロー (小惑星2277番)
モロー (2277 Moreau) は、小惑星帯の小惑星。シルヴァン・アランがベルギー王立天文台で発見した。
ベルギーの天文学者、フェルナンド・モローから名付けられた。なお、日本語で表記すると「モロー」になる小惑星がもう一つ存在する (7904 Morrow)。